# Česká zemědělská univerzita v Praze
Česká zemědělská univerzita v Praze (ČZU) je veřejná vysoká škola univerzitního typu se sídlem v Praze–Suchdole. Založena byla v roce 1952 a skládá se ze šesti fakult a jednoho institutu. Do roku 1995 nesla název Vysoká škola zemědělská v Praze. V angličtině používá oficiální název Czech University of Life Sciences Prague (CZU).

## Historie
Pokud pomineme historii zemědělských a přírodovědných oborů na Univerzitě Karlově, historie ČZU začíná v roce 1906, kdy byl zřízen čtyřletý zemědělský obor při České vysoké škole technické. Děkanem se stal biolog profesor Julius Stoklasa.

### První Československá republika
V roce 1920 vznikla Vysoká škola zemědělského a lesního inženýrství při Českém vysokém učení technickém (ČVUT). V té době škola sídlila v Havlíčkových sadech. V roce 1936 se přestěhovala do nově postavených budov v Dejvicích. V roce 1920 získala škola zestátněný dvůr rodiny Lichtensteinů v Uhříněvsi a Netlukách s mlýnem Podleskem, kde zřídila školní statek (Školní závod zemědělský Uhříněves II.), nejprve v pronájmu a v roce 1923 ho odkoupila.
Podle smlouvy ze dne 21. února 1923 obnášela kupní cena za pozemky v rozloze 575 ha s veškerými právy, povinnostmi a budovami obnos 2 970 000 Kč. Kromě toho byl převzat živý i mrtvý inventář, osev a zásoby za celkovou částku 1 800 000 Kč. Do kupní smlouvy byly pojaty i ostatní přináležející pozemky, lesy a rybníky. Po vydání zákona č. 404 Sb. z. a n. ze dne 18. prosince 1922 o úpravě hospodaření ve státních závodech, byl v roce 1925 dosavadní Správní výbor závodu přeměněn na ředitelství, skládající se ze čtyř zástupců profesorského sboru Vys. školy zemědělského a lesního inženýrství v Praze, ze dvou zástupců zemědělské praxe a ze dvou zástupců „Družstva hospodářských lihovarů“. Ředitelství v Uhříněvsi bylo přeměněno na Místní správu, všechny záležitosti spadaly do kompetence ministerstva školství, při kterém byl zřízen Správní sbor a stálá revisní komise. Závod se stal státním podnikem, na kterém posluchači Vysoké školy zemědělského a lesního inženýrství v Praze vykonávali po celý rok povinnou a prázdninovou praxi.

### Třetí Československá republika a ČSSR
Vysoké zemědělské školství v Praze bylo v roce 1945 obnoveno v rámci Českého vysokého učení technického pod názvem Vysoká škola zemědělského a lesního inženýrství. Škola měla sídlo v Dejvicích, kde existovala až do 8. července 1952, kdy byla vládním nařízením č. 30 Sb. vytvořena samostatná Vysoká škola zemědělská v Praze, rozdělená na tři fakulty: 1. agronomickou, 2. ekonomiky a organizace socialistického zemědělství a 3. fakultu mechanizační. Studium lesnictví bylo odděleno a lesnická fakulta zůstala součástí ČVUT až do roku 1959, kdy byla lesnická fakulta přičleněna k VŠZ. V roce 1964 byla zrušena a fungovala jako samostatná organizační jednotka „Vědecký lesnický ústav“, který byl v roce 1981 přebudován na Ústav aplikované ekologie a ekotechniky. V roce 1960 byla vytvořena Provozně ekonomická fakulta v Českých Budějovicích., dnes Agronomická fakulta Jihočeské univerzity. Snahou vládnoucí KSČ bylo z nově zřízené VŠZ v Praze vytvořit hlavní školské zařízení pro přípravu vedoucích kádrů pro JZD či obecně pro stranický a úřední aparát zabývající se zemědělstvím.
Po roce 1945 nastaly změny v obsahu řádného studia, ve školním roce 1948/1949 byly do učebního plánu zařazeny předměty ze společenských nauk a výuka ruského jazyka, od roku 45/46 branná výchova a nauka o obraně státu, od roku 1950 byla pro všechny posluchače povinná výuka marxismu-leninismu v rozsahu čtyř hodin týdně po dobu čtyř let, ve školním roce 1951/1952 byla pro muže zavedena po jednom dni v týdnu vojenská příprava, čímž se absolventům vojenská služba zkrátila na šest měsíců. Již ve školním roce 1950/51 začali na tehdejší VŠZL studovat absolventi dělnických přípravek, kteří se také aktivně podíleli na práce školní organizace KSČ. Při školním závodě Vysoké školy zemědělského a lesního inženýrství v Uhříněvsi byly od roku 1951 z podnětu ministerstva zemědělství pořádány kurzy k výcviku družstevníků JZD, první týdenní praktický kurz pro družstevníky jednotlivých krajů ve dnech 26. 2. - 3. 3. 1951 byl uspořádán pro výuku strojního dojení. Úkolem těchto absolventů pak bylo provádět výcvik dojičů strojního dojení v JZD po jednotlivých krajích. Další kurzy byly uspořádány pro obvodní zootechniky.
Studium do roku 1952 trvalo čtyři roky (osm semestrů), od roku 1952 bylo pětileté, v roce 1981 opětovně zkráceno na čtyři roky. V roce 1952/53 bylo studium rozděleno na technický a pěstební obor a prodlouženo na 9 semestrů, přičemž 9. semestr sloužil ke zpracování diplomové práce. Usnesením vlády z 11. listopadu 1952 bylo na vysokých školách na některých fakultách zřízeno večerní studium pro pracující, kam byli uchazeči přijímáni na základě zkoušky podle zvláštních předpisů, a dálkové studium. To bylo na lesnické fakultě zavedeno ve školním roce 1953/1954 pro 15 až 20 posluchačů. V letech 1958 až 1962 proběhly na agronomické fakultě dva čtyřleté cykly studia vybraných stranických pracovníků, celkem je absolvovalo 54 osob. Od roku 1956 se studium prodloužilo na 10 semestrů. Ve školním roce 1959/1960 byla na škole zavedena pro dělnické kádry studijní forma v podobě tříletých dálkových kurzů pro vybrané pracovníky. K tomu vydalo ministerstvo zemědělství, lesního a vodního hospodářství 4. srpna 1960 prováděcí směrnice, kterými upravilo zkrácené vysokoškolské a středoškolské studium pro kádry JZD a socialistických zemědělských závodů.
Podle těchto směrnic se zřizuje při vysokých školách v Praze, Brně a Nitře tříleté speciální inženýrské vysokoškolské studium. Dále se zřizuje studium vybraných skupin předmětů při jmenovaných vysokých zemědělských školách (agrotechnika, zootechnika, zemědělská meliorace, ekonomika a organizace socialistických závodů). Při zemědělských technických, popřípadě mistrovských školách, se zřizuje jednoleté studium pro funkcionáře JZD a ostatních zemědělských socialistických závodů. Posluchači tříletého speciálního inženýrského vysokoškolského studia a posluchači vybraných skupin předmětů na vysokých školách zemědělských jsou nemocensky pojištěni a důchodově zabezpečeni.
Sociální zabezpečení: věstník SÚSZ, 1957, s. 9 
Jednoleté studium pro funkcionáře JZD a ostatních socialistických zemědělských závodů bylo zřízeno při středních zemědělských školách ve studijních oborech: pěstitelsko-chovatelský, ekonomický a mechanizační. Posluchači těchto škol, kterými byli vyspělí dělníci a rolníci, pak byli po jednoletém přípravném studiu přijati na vysoké školy. Studium nahrazovalo dělnickým kádrům středoškolské studium zakončené maturitou. Po absolvování zkráceného tříletého vysokoškolského studia obdrželi absolventi titul inženýra, který byl rovnoprávný s inženýrským titulem řádného vysokoškolského studia.
V první polovině 60. let se škola přestěhovala do nově budovaného areálu v Praze-Suchdole, stala se tak jedinou školou amerického typu (tedy školou, kde jsou všechny fakulty, koleje i další zázemí v jednom místě) v Československu. V roce 1961 byla zahájena výuka na čtvrté fakultě školy v Českých Budějovicích. Tato fakulta je dnes součástí Jihočeské univerzity. V roce 1964 byla lesnická fakulta přeměněna na Vědecký lesnický ústav, někteří pedagogové a odborníci se přesunuli do zámku v Kostelci nad Černými lesy.

### Česká republika
Lesnická fakulta byla obnovena v roce 1990. Ta po několika letech přesídlila do nově postavené budovy v areálu, původně navržené jako odborné pracoviště Agronomické fakulty. Od roku 1993 bylo zavedeno i zvláštní tříleté bakalářské studium a v roce 1995 byl změněn název na Česká zemědělská univerzita v Praze. V roce 2007 Lesnická fakulta zanikla a místo ní vznikly dvě nové fakulty - Fakulta životního prostředí a Fakulta lesnická a dřevařská. V roce 2013 se Institut tropů a subtropů transformoval rozhodnutím akademického senátu ČZU v Praze na Fakultu tropického zemědělství. V současné době probíhají změny, které mají vysokoškolské studium sladit v rámci Evropské unie a dohod ze Sillebily.
V roce 2015 a 2016 byly otevřeny největší investiční projekty od doby výstavby suchdolského areálu, a to Dřevařský pavilon FLD a druhá část Mezifakultního centra environmentálních věd. Současně se podařilo uskutečnit několik projektů v rámci OP Výzkum a vývoj pro inovace zaměřených na pořízení profesionálního laboratorního vybavení.

## Součásti univerzity

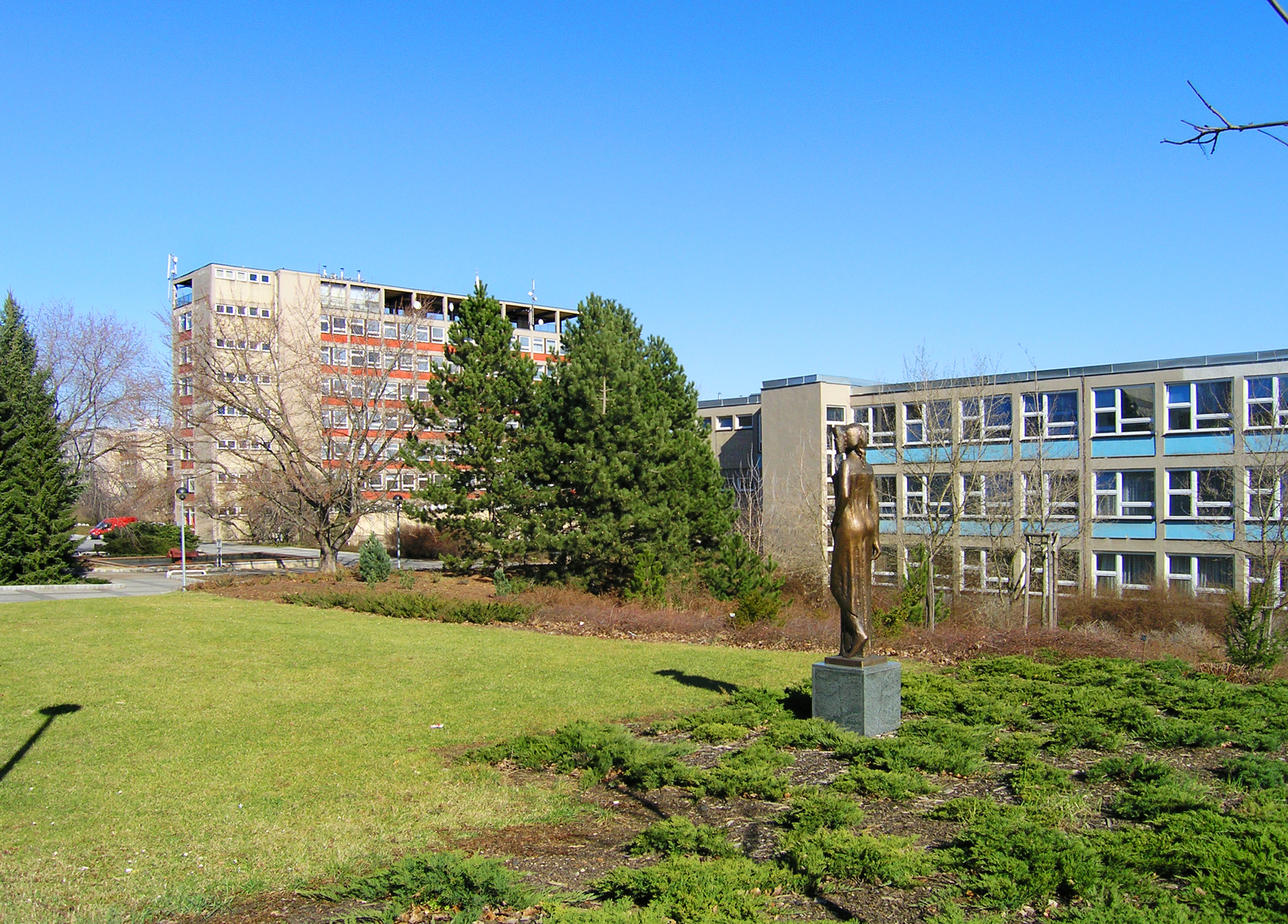
Pohled na areál od Studijního a informačního centra

V současné době se Česká zemědělská univerzita v Praze skládá z 6 fakult, 1 institutu, 1 celouniverzitního pedagogického pracoviště a 2 školních podniků.
- Fakulta agrobiologie, potravinových a přírodních zdrojů
- Fakulta lesnická a dřevařská
- Fakulta tropického zemědělství (bývalý Institut tropů a subtropů, resp. Institut tropického a subtropického zemědělství)
- Fakulta životního prostředí
- Provozně ekonomická fakulta
- Technická fakulta
- Institut vzdělávání a poradenství
- Katedra tělesné výchovy
- Knihovna ČZU (dříve Studijní a informační centrum)
- Statky ČZU Lány
- Lesy ČZU Kostelec nad Černými lesy

### Studentské spolky v České zemědělské univerzitě
Na ČZU působí mnoho studentských spolků. Například:
- Point One (web)
- Asociace studentů při ČZU v Praze
- BeFair na ČZU
- iZUN, Zemědělské Univerzitní Noviny ČZU
- CULS Prague Formula Racing[12]
- Studentská Unie ČZU
- ČZU:GO!
- Elitní projekty ČZU
- AIESEC
- IAAS
- ASA
- PUPEN
- Spolek myslivců při FLD ČZU v Praze
- Studentský zájmový spolek FLD ČZU v Praze
- Vysokoškolský LGBT klub
- Manažerský klub
- Akční tým PEF
- Univerzitní tým roztleskávaček Wild Cheerleaders
- Kolejní rada KaM ČZU

## Rektoři
- Vladimír Kosil; prof. Dr. Ing. DrSc. 1952 – 1960
- Karel Kudrna; akademik 1960 – 1966
- Emil Kunz; prof. Dr. Ing. DrSc. 1966 – 1970
- Ctibor Lédl; prof. Ing. DrSc. dr.h.c. 1970 – 1985
- Josef Červenka; prof. Ing. CSc. 1985 – 1990
- Jiří Petr; prof. Ing. DrSc. dr.h.c. 1990 – 1994
- Jan Hron; prof. Ing. DrSc. dr.h.c. 1994 – 2000
- Josef Kozák; Prof. Ing. DrSc. dr.h.c. 2000 – 2003
- Jan Hron; prof. Ing. DrSc. dr.h.c. 2003 – 2010
- Jiří Balík; prof. Ing. CSc. dr. h. c. 2010 – 2018
- Petr Sklenička; prof. Ing. CSc. 2018 – dosud

## Zemědělství na vysokých školách v Česku
- Mendelova univerzita v Brně - Brno
- Jihočeská univerzita v Českých Budějovicích - České Budějovice

## Známí absolventi
- Markéta Davidová, biatlonistka
- Luboš Vlček, executive director Škoda Auto a.s.
- Tereza Skoumalová, modelka
- Ondřej Kozlovský, olympionik
- Pavel Horčička, šlechtitel
- Jan Doležal, prezident Agrární komory ČR
- Karel Pražák, podnikatel
- Jiří Lejnar, ředitel Hypocenter, spoluzakladatel Miss Agro
- Ferdinand Leffler, zahradní architekt
- Eliška Cílková, hudební skladatelka
- Tereza Černochová, zpěvačka
- Markéta Havlová, ředitelka odboru startupů agentury CzechInvest
- Dagmar Honsová, meteoroložka
- Karla Mráčková, moderátorka
- Barbora Špotáková, česká atletka
- Miroslav Poche, politik, ekonom
- Tomáš Martínek, politik
- Miroslav Toman (1960), politik, ministr zemědělství
- Zdenek Wasserbauer, biskup[13]
- Miroslav Toman (1935), politik, ministr zemědělství
- Jan Royt, český historik umění a vysokoškolský pedagog
- Eyasu Abraha Alle, politik, ministr zemědělství a přírodních zdrojů v Etiopii
- František Čuba - předseda JZD Slušovice, senátor